# Werner Harden
Werner Harden (* 11. August 1924 in Oberschlesien; † 28. Oktober 2020) war ein deutscher Fußballspieler. Der im damaligen WM-System als Stürmer eingesetzte Spieler absolvierte von 1949 bis 1958 für den Hamburger SV in der alten erstklassigen Oberliga Nord 125 Ligaeinsätze und erzielte dabei 72 Tore. Der Angreifer gewann mit den „Rautenträgern“ sieben Mal die Meisterschaft in der Oberliga Nord und absolvierte in den Endrunden um die deutsche Fußballmeisterschaft 18 Spiele, in denen er 13 Tore für den HSV erzielte.

## Laufbahn

### Beginn
Das Fußballspielen hatte Harden in seiner Jugend in Oberschlesien bei TuS Hindenburg 09 gelernt. Die Zwänge des Zweiten Weltkriegs führten ihn in die Italienfront, wo er 1944 mit einem Urlaubsschein in der Tasche von den Alliierten in Gewahrsam genommen wurde. Als Kriegsgefangener wurde er von den USA in Colorado in ein Internierungslager gesteckt, wo er aber mit anderen deutschen Gefangenen regelmäßig in der Freizeit Fußball spielen konnte. „Meine besten Fußballerjahre habe ich in den USA verbracht“, meinte er in einem Gespräch im Jahr 2008. Nach der Gefangenschaft konnte er nicht mehr in seine alte Heimat zurück. Es verschlug ihn an den Rand des Harzes. Dort kickte er für kurze Zeit für die SG Bleicherode. Seine fußballerischen Qualitäten ragten aber heraus, zur Saison 1947/48 wurde der Offensivspieler deshalb vom MTV Braunschweig verpflichtet. Nach dem 3. Rang 1948/49 in der Landesliga Niedersachsen unter Spielertrainer Edmund Malecki wurde er zusammen mit Verteidiger Herbert Klette vom Hamburger SV in die Oberliga Nord verpflichtet.

### Hamburg, 1949 bis 1958
Neben den zwei Akteuren des MTV nahm der Titelverteidiger auch noch die weiteren Neuzugänge Josef Posipal, Rolf Rohrberg, Otto Globisch und aus dem eigenen Nachwuchs Jochenfritz Meinke, neu unter Vertrag. Die Trainingsleitung wurde Georg Knöpfle übertragen.
Am 20. November 1949 debütierte Harden mit den Hamburgern in der Oberliga Nord. Bei einem 1:1-Heimremis vor 27.500 Zuschauern gegen den Eimsbütteler TV bildete er auf Halbrechts zusammen mit Manfred Krüger, Rolf Rohrberg, Herbert Wojtkowiak und Erich Ebeling den Angriff des HSV. Beim 6:0-Heimerfolg am 30. April 1950 gegen den FC St. Pauli erzielte Harden drei Tore. Mit neun Punkten Vorsprung gewann er mit dem HSV die Nordmeisterschaft und hatte in 14 Ligaeinsätzen zehn Tore erzielt.
Im Mai 1950 gehörte Harden einer interessanten aber auch strapaziösen USA-Tour an, obwohl sportlich die Herausforderungen sich in Grenzen hielten, er auch verletzt in den sechs Spielen fehlte. Mehr als auf dem Rasen waren die HSVer anscheinend mit dem Rahmenprogramm gefordert: Freiheitsstatue und Empire State Building, Visite in Milwaukee, der „deutschesten Stadt“ der USA, und der Michigansee. Die Hamburger lernten mehr Lokalitäten als Fußballplätze kennen. Am 26. Mai kam die Delegation wieder in Hamburg-Fuhlsbüttel an und wurden an einem Freitagabend im Nieselregen von hunderten Anhänger empfangen. Bereits am 28. Mai trug der HSV sein erstes Endrundenspiel in Kiel gegen Union Oberschöneweide (7:0) aus und traf im Viertelfinale am 4. Juni 1950 in Düsseldorf vor 42.500 Zuschauern auf Kickers Offenbach. Trotz einer 2:0-Halbzeitführung ging dem HSV in der zweiten Halbzeit die Luft aus und die Hessen setzten sich mit 3:2 durch. Am Ende fehlten den weltläufigen Hamburgern die Kraft, vielleicht hatten sie sich mit der USA-Reise im Mai zu viel zugemutet. Verletzungsbedingt hatte Harden an der Endrunde nicht teilnehmen können. Auch in den nächsten drei Runden – 1951 bis 1953 – gewann er mit Hamburg jeweils unter Trainer Georg Knöpfle die Meisterschaft in der Oberliga Nord. Der Allrounder gehörte im Angriff konstant der Stammbesetzung der Elf um Jupp Posipal und Herbert Wojtkowiak an.
Eine besonders gute Saisonleistung glückte dem Angreifer in der Runde 1951/52, als er in 28 Ligaspielen 26 Tore erzielte und auch in der Endrunde um die deutsche Meisterschaft in sechs Spielen sechs Tore für den HSV erzielte. Beim 4:1-Gruppenerfolg am 25. Mai 1952 beim Heimspiel gegen den späteren Finalteilnehmer 1. FC Saarbrücken erzielte Mittelstürmer Harden drei Tore. Nach der Saison 1955/56 wurde Harden reamateurisiert, wurde aber nochmals zum Oberligaspiel am 15. Dezember 1957 bei Concordia Hamburg (1:2-Niederlage) reaktiviert, als dem HSV wegen einer Grippewelle, Verletzungen und Uwe Seelers Sperre, neun Spieler des Ligakaders fehlten.
In der Auswahl von Norddeutschland (NFV) kam er am 14. Oktober 1951 in Kiel beim 2:2-Remis gegen Westdeutschland an der Seite der Mannschaftskollegen Posipal und Krüger zum Einsatz, als er in der zweiten Halbzeit für Alfred Boller von St. Pauli eingewechselt wurde. Von 1951 bis 1955 bestritt er für den Nordserienmeister in der Endrunde um die deutsche Fußballmeisterschaft insgesamt 17 Spiele, in denen er 13 Tore erzielte; zum Titelgewinn reichte es aber nicht.
Der während seiner aktiven Zeit beim HSV als kaufmännischer Angestellter arbeitende Harden, verbrachte seinen Lebensabend in einem Pflegeheim in Quickborn.